# Testnet
W technologii blockchain, testnet to instancja blockchainu zasilana tą samą lub nowszą wersją oprogramowania podstawowego, przeznaczona do testów i eksperymentów bez ryzyka utraty realnych środków lub głównego łańcucha. Testnet monety są odrębne i różnią się od oficjalnych (mainnet) monet, nie mają wartości i można je bezpłatnie uzyskać z kranów.
Testnety pozwalają na rozwijanie aplikacji blockchainowych bez ryzyka utraty środków.